# آرتور گرنفل واشوپ
آرتور گرنفل واشوپ (انگلیسی: Arthur Grenfell Wauchope; ۱ مارس ۱۸۷۴ – ۱۴ سپتامبر ۱۹۴۷) فرد نظامی و فرمانده مستعمرات بریتانیایی بود. وی همچنین برندهٔ جوایزی همچون نشان حمام شده‌است.